# Exechia goianensis
Exechia goianensis är en tvåvingeart som först beskrevs av Lane 1947.  Exechia goianensis ingår i släktet Exechia och familjen svampmyggor. Inga underarter finns listade i Catalogue of Life.